# Ichimbaï
Ichimbaï (en russe : Ишимбай) est une ville de la république de Bachkirie, en Russie, et le centre administratif du raïon d'Ichimbaï. Sa population s'élevait à 64 307 habitants en 2019.

## Géographie
Ichimbaï est arrosée par la rivière Belaïa et se trouve à 22 km au sud de Sterlitamak, à 145 km au sud d'Oufa et à 1 212 km à l'est de Moscou.

## Histoire
Ichimbaï a été fondée en 1932 pour les ouvriers du pétrole, à proximité du village d'Ichembaï. Elle est devenue une commune urbaine en 1934 et a le statut de ville depuis le 10 février 1940.

## Population
Recensements (*) ou estimations de la population
| 1939*  | 1959*  | 1970*  | 1979*  | 1989*  | 2002*  | 2010*  | 2012   |
| ------ | ------ | ------ | ------ | ------ | ------ | ------ | ------ |
| 21 836 | 46 568 | 54 232 | 56 993 | 69 896 | 70 195 | 66 259 | 66 065 |

| 2013   | 2014   | 2015   | 2016   | 2017   | 2018   | 2019   | 2020 |
| ------ | ------ | ------ | ------ | ------ | ------ | ------ | ---- |
| 66 341 | 66 177 | 66 240 | 65 822 | 65 422 | 65 085 | 64 307 | -    |